# (1019) Strackea
(1019) Strackea es un asteroide perteneciente al cinturón interior de asteroides descubierto el 3 de marzo de 1924 por Karl Wilhelm Reinmuth desde el observatorio de Heidelberg-Königstuhl, Alemania.

## Designación y nombre
Strackea fue designado al principio como 1924 QN.
Más tarde se nombró en honor del astrónomo alemán Gustav Stracke (1887-1943).

## Características orbitales
Strackea está situado a una distancia media del Sol de 1,912 ua, pudiendo alejarse hasta 2,048 ua y acercarse hasta 1,775 ua. Tiene una excentricidad de 0,07128 y una inclinación orbital de 26,98°. Emplea 965,4 días en completar una órbita alrededor del Sol.
Strackea forma parte del grupo asteroidal de Hungaria.